# Josef Metzler
P. prof. dr. Josef Metzler OMI (7. února 1921 Eckardroth, Bad Soden-Salmünster – 12. ledna 2012 Hünfeld) byl katolický kněz, řeholník, misiolog a církevní historik, v letech 1984–1995 prefekt vatikánského archivu.

## Hlavní díla
- Sacrae Congregationis de Propaganda Fide Memoria Rerum 1622-1972 I-III.
- N. Kowalski OMI – J. Metzler OMI, Inventory of the Historical Archives of the Sacred Congregation for the Evangelization of Peoples or „De Propaganda Fide“, Pontificia Universitas Urbaniana, Rome 1983.
- America Pontificia primi saeculi evangelizationis 1493- 1592 (Documenta pontificia ex registris et minutis prasertim in Archivio Secreto Vaticano existentibus), Città del Vaticano 1991-1995, 3 Bde.
- Storia della Chiesa: XXIV Dalle Missioni alle Chiese Locali (1846-1965), Ed. Paoline, Cinisello Balsamo (Milano) 1990.